# Espagne (Dalí)
Pour les articles homonymes, voir Espagne (homonymie).
Espagne est un tableau réalisé par le peintre espagnol Salvador Dalí en 1938. Cette huile sur toile surréaliste représente une femme partiellement invisible s'appuyant sur meuble dans un désert. Elle est conservée au musée Boijmans Van Beuningen, à Rotterdam.